# Atari PC
Atari PC – seria modeli komputerów osobistych typu IBM PC, wyprodukowanych przez Atari.
Produkcja serii Atari PC rozpoczęła się w 1987 roku w odpowiedzi na wzrastającą popularność platformy, jaką były komputery osobiste. Pierwsze dwa modele pod nazwami Atari PC i Atari PC 2 ukazały się w sklepach na przełomie lat 1987–1988 i nie różniły się między sobą właściwie niczym. Napędzane były przez procesor Intel 8088 4,77 MHz, obsługiwały pamięć RAM 512 kB oraz grafikę o rozdzielczości maksymalnej 720×348, a wspomaganym przez nie nośnikiem były dyskietki 5,25". W modelu Atari PC 3 pojawiły się fabryczny dysk twardy oraz większa pamięć RAM (640 kB), natomiast w Atari PC 4 i Atari PC 5 – procesory 286 i 386, możliwość zastosowania kart graficznych VGA oraz jeszcze większe pamięci RAM.
Ze względu na niewielkie wsparcie techniczne oraz zaporową cenę komputery Atari PC nigdy nie zyskały sobie szczególnej popularności. Ich produkcji Atari zaprzestało w 1990 roku.